# Filimanus sealei
Filimanus sealei är en fiskart som först beskrevs av Jordan och Richardson, 1910.  Filimanus sealei ingår i släktet Filimanus och familjen Polynemidae. Inga underarter finns listade i Catalogue of Life.